# Heterolocha pyreniata
Heterolocha pyreniata är en fjärilsart som beskrevs av Walker 1866. Heterolocha pyreniata ingår i släktet Heterolocha och familjen mätare. Inga underarter finns listade i Catalogue of Life.